# April 1979
Portal Geschichte | Portal Biografien | Aktuelle Ereignisse | Jahreskalender | Tagesartikel

◄ |
19. Jahrhundert |
20. Jahrhundert
| 21. Jahrhundert

◄ |
1940er |
1950er |
1960er |
1970er
| 1980er | 1990er | 2000er | ►

◄ |
1975 |
1976 |
1977 |
1978 |
1979
| 1980 | 1981 | 1982 | 1983 | ►

◄ |
Januar 1979 |
Februar 1979 |
März 1979 |
April 1979 |
Mai 1979 |
Juni 1979 |
Juli 1979 |
►
Dieser Artikel behandelt aktuelle Nachrichten und Ereignisse im April 1979.

## Tagesgeschehen

### Sonntag, 1. April 1979
- Bonn/Deutschland: Die von der Bundesregierung im Januar beschlossene einseitige Aufkündigung des Runderlasses zum Schutz des öffentlichen Dienstes vor Verfassungsfeinden tritt in Kraft. Prüfer von Bewerbungen auf eine Stelle im öffentlichen Dienst haben nun prinzipiell von der Verfassungstreue der Bewerber auszugehen. Der Erlass aus dem Jahr 1972 erging als Reaktion auf staatsfeindliche Gewalt im Zuge der 68er-Bewegung.[1]
- Dauphin County/Vereinigte Staaten: US-Präsident Jimmy Carter besucht das Kernkraftwerk Three Mile Island, Pennsylvania, in dem ein Reaktorunfall am 28. März eine partielle Kernschmelze auslöste. Vor allem der Kontrollraum steht in der Kritik. Hier fehlte eine Sonde, die den Mitarbeitern den Füllstand des Reaktors hätte anzeigen können.[2]
- München/Deutschland: Die Herausgeber des 1956 erstmals erhältlichen Jugendmagazins Bravo melden, dass die einzelnen Ausgaben der Zeitschrift im ersten Quartal 1979 die Schwelle von 1,5 Millionen Käufern überschritten haben.[3]

### Montag, 2. April 1979
- Berlin/Deutschland: Das Internationale Congress Centrum (ICC) wird gut vier Jahre nach Baubeginn eingeweiht. Der Komplex mit zwei großen Sälen im Bezirk Charlottenburg ist mit Baukosten in Höhe von 924 Millionen D-Mark das teuerste Gebäude im Westteil Berlins und vermutlich in der ganzen Stadt.[4]

### Mittwoch, 4. April 1979
- Rawalpindi/Pakistan: Zulfikar Ali Bhutto, der von 1971 bis zum 5. Juli 1977 zunächst Staatspräsident und dann Regierungschef der Islamischen Republik war, wird gehängt. Bhutto erhielt die Todesstrafe, weil er in seiner Amtszeit, die bis zur Übernahme der Staatsgewalt durch das Militär währte, die Ermordung eines Oppositionellen angeordnet haben soll.[5]

### Montag, 9. April 1979
- Los Angeles/Vereinigte Staaten: Bei den 51. Academy Awards der Filmbranche wird das Werk Die durch die Hölle gehen des amerikanischen Regisseurs Michael Cimino, eine Erzählung über amerikanische Kriegsfreiwillige im Vietnamkrieg, als bester Film prämiert. Als beste Hauptdarsteller werden Jane Fonda und Jon Voight ausgezeichnet.[6]

### Dienstag, 10. April 1979
- Leninsk/Sowjetunion: Georgi Iwanow, dessen eigentlicher Nachname Kakalow lautet, startet als erster Bulgare ins Weltall.[7]
- Wichita Falls/Vereinigte Staaten: In der Stadt im US-Bundesstaat Texas sterben durch den so genannten „Red-River-Valley-Tornado“ 42 Menschen und circa 20.000 Menschen verlieren ihr Obdach. Der Tornado zieht mit verminderter Stärke Richtung Oklahoma ab, wo er weitere Schäden verursacht. Insgesamt liegt die Zahl der Todesopfer bei 56.[8][9]

### Mittwoch, 11. April 1979
- Kampala/Uganda: Die Streitkräfte Tansanias erobern die ugandische Hauptstadt. Sie können Idi Amin, den Verursacher des Uganda-Tansania-Kriegs, aber nicht ergreifen, denn der „Feldmarschall Al Hadschi Doktor Idi Amin Dada, Herr aller Tiere der Erde und aller Fische der Meere und Bezwinger des Britischen Empires in Afrika im Allgemeinen und Uganda im Speziellen“ (Auszug aus dem offiziellen Titel) floh rechtzeitig aus der Kampfzone.[10]

### Sonntag, 15. April 1979
- Ulcinj/Jugoslawien: Bei einem Erdbeben der Stärke 7,3 MS im Adriatischen Meer vor der Küste der Republik Montenegro sterben circa 120 Menschen und rund 100.000 weitere verlieren ihr Obdach. Über große Verwüstungen wird auch aus dem angrenzenden Staat Albanien berichtet.[11][12]

### Dienstag, 17. April 1979
- Berlin/Deutschland: Die erste Ausgabe der bundesdeutschen Tageszeitung taz, die tageszeitung, erscheint im Handel. Den Verlag der Publikation initiierte u. a. Hans-Christian Ströbele von der Alternativen Liste für Demokratie und Umweltschutz Berlin.[13]

### Mittwoch, 18. April 1979
- Hanoi/Vietnam: Die Regierung Vietnams empfängt gut zwei Monate nach Beginn des Chinesisch-Vietnamesischen Kriegs den stellvertretenden Außenminister der Volksrepublik China Han Nianlong zu Friedensgesprächen. Eines der wichtigsten Themen wird die genaue Festlegung der Grenze zwischen den beiden Staaten sein.[14]

### Freitag, 20. April 1979
- Great Barrier Reef: Eine Tauchexpedition im Auftrag des australischen Innenministeriums identifiziert ein Schiffswrack im vor der australischen Nordostküste gelegenen Great Barrier Reef als die HMS Pandora von 1779. Die Mannschaft der Pandora griff nach der Meuterei auf der Bounty auf Tahiti 14 der Meuterer auf, doch auf der Rückreise nach Großbritannien sank das Schiff im August 1791, wobei neben 31 Männern der Mannschaft vier der Gefangenen ums Leben kamen.[15]

### Donnerstag, 26. April 1979
- Berlin/Deutschland: Die Mitglieder des Abgeordnetenhauses bestätigen den seit Mai 1977 amtierenden Dietrich Stobbe (SPD) als Regierenden Bürgermeister der Stadt und des Landes Berlin.[16]

### Freitag, 27. April 1979

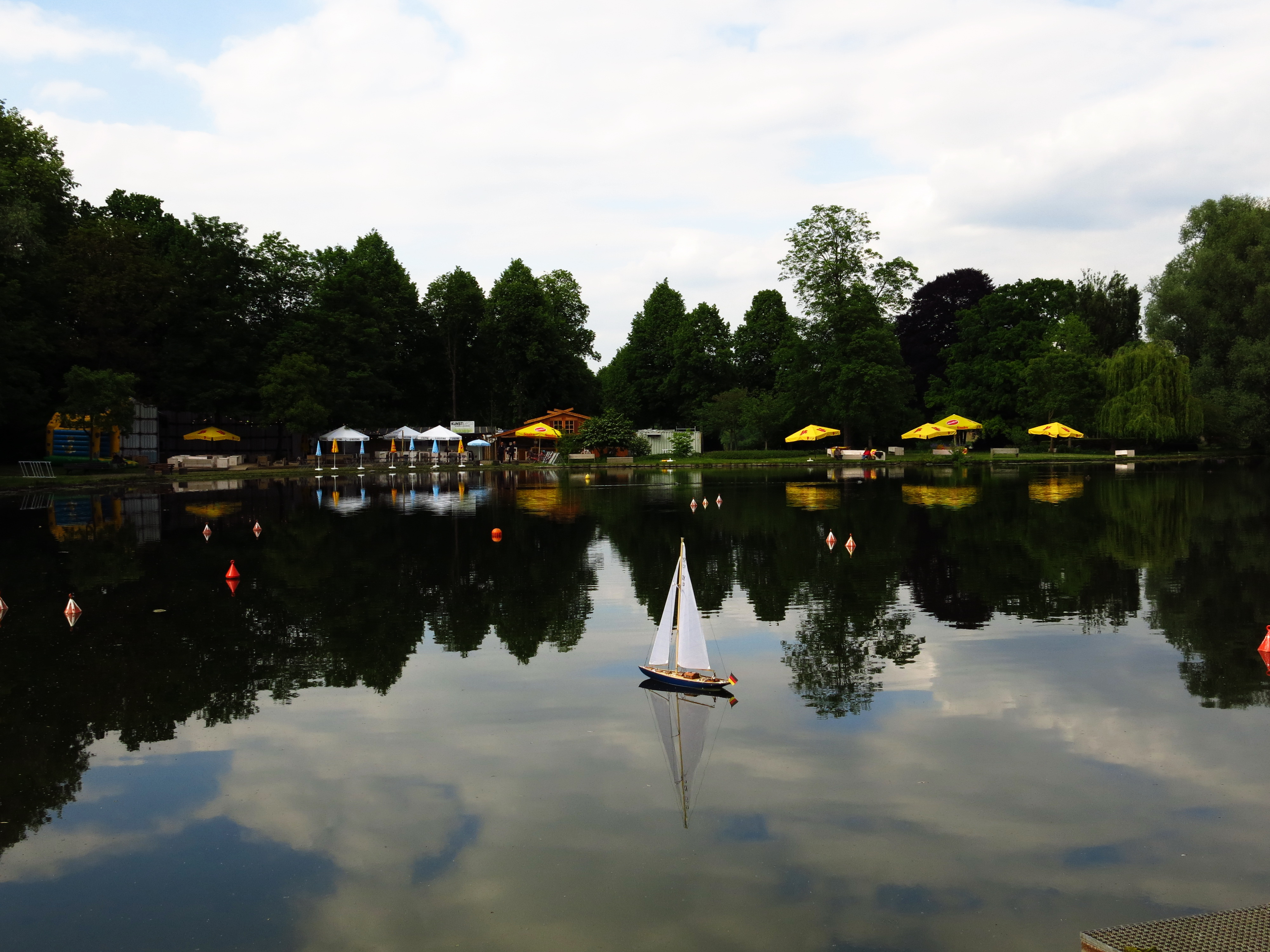
Rheinaue

- Bonn/Deutschland: In der Rheinaue wird die 15. Bundesgartenschau eröffnet.[17]
- Moskau/Sowjetunion: Die sowjetische Eishockeynationalmannschaft gewinnt die WM 1979. In allen acht Begegnungen geht die „Sbornaja“ als Sieger vom Feld.[18]

### Samstag, 28. April 1979
- Berlin/Deutschland: Im Finale des Fußballvereinspokals der DDR der Männer besiegt Titelverteidiger 1. FC Magdeburg den Berliner FC Dynamo mit 1:0 nach Verlängerung.[19]

### Sonntag, 29. April 1979
- Kiel/Deutschland: Bei der Landtagswahl in Schleswig-Holstein fehlen der SPD 1.295 Wählerstimmen, um mit einer Koalition aus FDP und SSW den regierenden Ministerpräsidenten Gerhard Stoltenberg (CDU) nach acht Jahren aus dem Amt zu verdrängen. Die CDU hat im Landtag weiterhin die Mehrheit. Der Vorsprung schrumpft auf einen Sitz.[20]
- Rostock/Deutschland: Im zweiten Finalspiel ermitteln die Herrenmannschaften der TV Großwallstadt aus Unterfranken und des SC Empor Rostock den Europapokalsieger der Landesmeister im Handball. Nach 14:10 im Hinspiel verliert Großwallstadt mit 16:18 und wird damit neuer Titelträger.[21]

## Weblinks

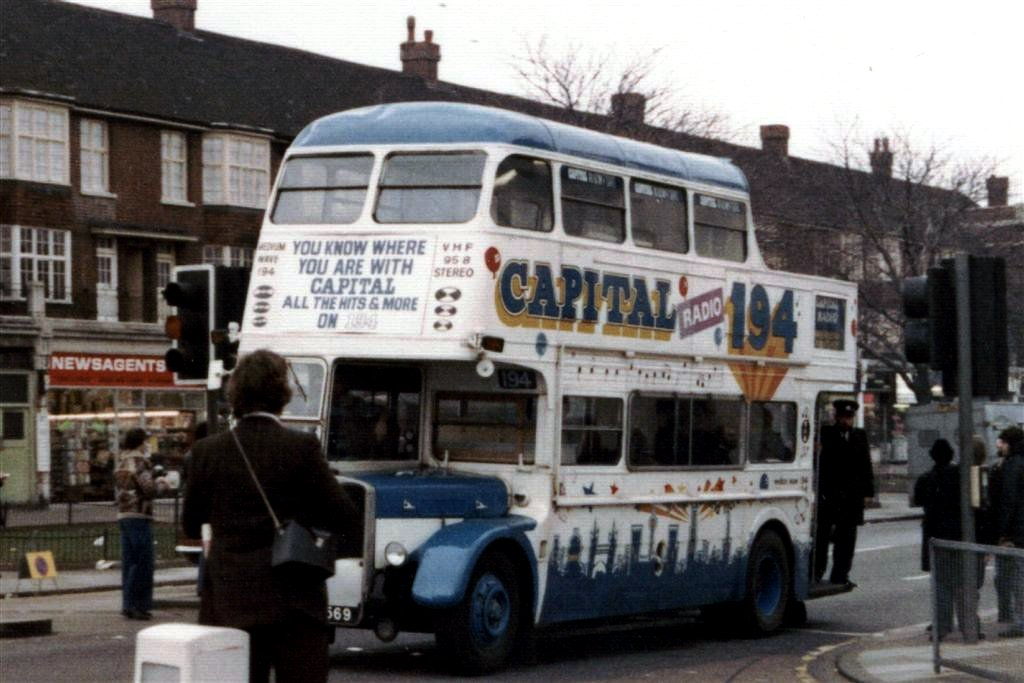
London im April 1979